# Volker Tresp

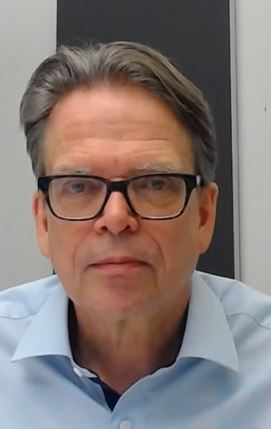
Volker Tresp 2022

Volker Tresp (* 1957 in Wolfsburg) ist ein deutscher Physiker und Informatiker.
Tresp ist Hochschullehrer an der Ludwig-Maximilians-Universität München. Sein Forschungsschwerpunkt ist „Machine Learning in Informationsnetzwerken“ zur Modellierung von Knowledge Graphs, Szenengraphen, medizinischen Entscheidungsprozessen und Sensornetzwerken. Weitere Schwerpunkte sind Cognitive Computational Neuroscience und Quantum Machine Learning.

## Leben und Wirken
Volker Tresp studierte nach dem Abitur am Ratsgymnasium in Wolfsburg an der Georg-August-Universität Göttingen das Fach  Physik, welches er 1984 mit dem Diplom abschloss. Danach wechselte er an die Yale University, wo er 1986 den M.Sc. erhielt und 1989 in der Image Processing and Analysis Group (IPAG) promovierte. Im Anschluss war er ein Jahr Gastwissenschaftler in der Forschung der Siemens AG in München. Seit 1990 leitet er verschiedene Forschungsteams bei der Siemens AG München im Bereich Maschinelles Lernen. Er ist bekannt für seine Arbeiten zu Bayes’schen Ansätzen des Maschinellen Lernens und zum Repräsentationslernen in multirelationalen Graphen. Google Scholar führt 155 Veröffentlichungen mit mehr als 10 Zitierungen sowie 25 erteilte US-Patente auf (Stand 2020). 1994 war er Gastwissenschaftler am Massachusetts Institute of Technology im Center for Biological and Computational Learning und arbeitete mit den Teams von Tomaso Poggio und Michael I. Jordan. Seit 2011 ist er Honorarprofessor am Lehrstuhl für Datenbanksysteme und Data-Mining an der Ludwig-Maximilians-Universität München und seit 2021 zusätzlich Gastprofessor. 2018 wurde ihm als ersten Forscher der Titel eines Siemens Distinguished Research Scientist verliehen. Im Jahr 2020 wurde er zum Fellow des European Laboratory for Learning and Intelligent Systems (ELLIS) ernannt. Als Ko-Direktor leitet er das Programm „Semantic, Symbolic and Interpretable Machine Learning“.

## Schriften (Auswahl)
- A Bayesian committee machine, Neural Computation 12, 2000.
- mit Todd K. Leen und Thomas G. Dietterich: The proceedings of the 2000 Neural Information Processing Systems (NIPS) Conference, MIT Press 2001, ISBN 978-0-262-52651-7
- mit Kai Yu und Anton Schwaighofer: Learning Gaussian processes from multiple tasks. International Conference on Machine Learning, 2006
- mit Maximilian Nickel und Hans-Peter Kriegel: A three-way model for collective learning on multi-relational data. International Conference on Machine Learning, 2011
- Volker Tresp, Sahand Sharifzadeh, Hang Li, Dario Konopatzki, Yunpu Ma: The Tensor Brain: A Unified Theory of Perception, Memory, and Semantic Decoding. Neural Comput 2023; 35 (2): 156–227. doi: https://doi.org/10.1162/neco_a_01552.